# Brian Mulroney
Martin Brian Mulroney, född 20 mars 1939 i Baie-Comeau i Québec, död 29 februari 2024 i Palm Beach i Florida, var en kanadensisk politiker. Han var den 18:e premiärministern i Kanada från 17 september 1984 till 25 juni 1993.

## Karriär
Mulroney avlade sin grundexamen vid St. Francis Xavier University. Han studerade sedan juridik vid Dalhousie University och Université Laval. Han arbetade som advokat i Montréal.
Mulroney var partiledare för Progressiva konservativa partiet 1983–1993 och ledamot av underhuset i Kanadas parlament 1983–1993. Han blev premiärminister 1984 och behöll posten i nio år, under vilka han förde en politik med inriktningar på en måttlig liberalisering och modernisering av den kanadensiska ekonomin. Ett försök att återinföra dödsstraff 1987, efter en liknande trend i USA, stoppades med ett fåtal röster sedan Mulroney och ett 50-tal konservativa parlamentsledamöter gått emot majoriteten av partigruppen, vilket Mulroney benämnde som "en stor dag för parlamentarisk demokrati". Efter hans avgång, då han efterträddes av Kim Campbell, utplånades PCC nästan helt och behöll endast två mandat i underhusvalet 1993.
Efter tiden i politiken arbetade han som advokat för advokatbyrån Ogilvy Renault och som konsult. Han var styrelseledamot i flera företag, bland andra Barrick Gold och Quebecor.

## Privatliv
Mulroney var katolik av irländsk härkomst. Hans fru Mila föddes i Sarajevo av serbiska föräldrar. Paret fick fyra barn tillsammans.